# Všeradice
Všeradice ist eine Gemeinde  in der Region Středočeský kraj (Tschechien).

## Geschichte
Das Dorf entstand durch den Zusammenschluss der Dörfer Všeradice (Unterdorf) und Trnová (Oberdorf). Die Ortsbezeichnung wurde vom Namen des ehemaligen Regenten Všerad abgeleitet. Im 13. Jahrhundert gehörten die Ländereien den Herren Valdek. Mit einer Urkunde von 1282 schenkte Ulrich Hase von Valdek (Oldřich Zajíc z Valdeka) das Dorf dem Kloster. Später kam es wieder in weltliche Hände, denn im 14. Jahrhundert werden bereits die Herren von Všeradice erwähnt. 1510 verkaufte die Adelsfamilie die Güter an Litvínov von Klinštejn, dessen Nachkommen es 1689 an Peschik von Komarov und auf Waldeck (Pešík z Komárova a na Valdeku) veräußerten. 1640 wurde der obere Teil des Dorfes Trnová durch Schweden dem Erdboden gleichgemacht. Erst 1809 erwähnte man wieder eine Besiedlung des Oberdorfes, jetzt nur noch als Všeradice bezeichnet, das 1840 vom Haus Schwarzenberg erworben wurde. Zu dieser Zeit zählte das Dorf 104 Häuser und 722 Einwohner, davon 8 jüdische Familien. 1924 wurden die Höfe verstaatlicht, die kleineren Grundstücke an die Landwirte verteilt.

## Sehenswürdigkeiten
- Schloss Všeradice
- Kirche des Hl. Bartholomäus
- Kapelle des Hl. Johann von Nepomuk
- Ehemalige Synagoge

## Söhne und Töchter der Gemeinde
- Magdalena Dobromila Rettigová (1785–1845), tschechische Schriftstellerin und Vertreterin der tschechischen Nationalbewegung.